# Kabinett Cossiga II
Das Kabinett Cossiga II regierte Italien vom 4. April 1980 bis zum 18. Oktober 1980. Das vorherige Kabinett Cossiga I scheiterte, weil die kleinen Koalitionspartner von Cossigas Christdemokratischer Partei (DC) ausscherten. Im zweiten Kabinett von Ministerpräsident Francesco Cossiga (ab 1985 Staatspräsident) waren dann Minister zweier anderer Koalitionspartner vertreten, der sozialistischen PSI und der republikanischen PRI. Etliche Ministerposten blieben unverändert. Das Kabinett Cossiga II trat im Herbst 1980 zurück, weil dessen Haushaltsentwurf für 1981 vom Parlament abgelehnt worden war.

## Minister

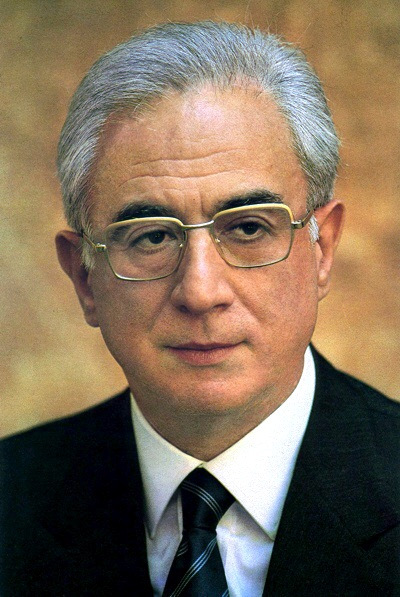
Francesco Cossiga

| Ministerien                    | Name                    | Partei |
| ------------------------------ | ----------------------- | ------ |
| Ministerpräsident              | Francesco Cossiga       | DC     |
| Äußeres                        | Emilio Colombo          | DC     |
| Inneres                        | Virginio Rognoni        | DC     |
| Justiz                         | Tommaso Morlino         | DC     |
| Verteidigung                   | Lelio Lagorio           | PSI    |
| Haushalt                       | Giorgio La Malfa        | PRI    |
| Finanzen                       | Franco Reviglio         | PSI    |
| Schatz                         | Filippo Maria Pandolfi  | DC     |
| Staatsbeteiligungen            | Gianni De Michelis      | PSI    |
| Landwirtschaft                 | Giovanni Marcora        | DC     |
| Öffentliche Arbeiten           | Francesco Compagna      | PRI    |
| Verkehr                        | Rino Formica            | PSI    |
| Handelsmarine                  | Nicola Signorello       | DC     |
| Industrie, Handel und Handwerk | Antonio Bisaglia        | DC     |
| Außenhandel                    | Enrico Manca            | PSI    |
| Post                           | Clelio Darida           | DC     |
| Gesundheit                     | Aldo Aniasi             | PSI    |
| Arbeit und Soziales            | Franco Foschi           | DC     |
| Kulturgüter und Umwelt         | Oddo Biasini            | PRI    |
| Bildung                        | Adolfo Sarti            | DC     |
| Tourismus und Veranstaltungen  | Bernardo D’Arezzo       | DC     |
| Minister ohne Geschäftsbereich | Name                    | Partei |
| Regionen                       | Vincenzo Russo          | DC     |
| Forschung                      | Vincenzo Balsamo        | PSI    |
| Europapolitik                  | Vincenzo Scotti         | DC     |
| Verwaltung                     | Massimo Severo Giannini | PSI    |
| Süditalien                     | Nicola Capria           | PSI    |
| Beziehungen zum Parlament      | Remo Gaspari            | DC     |